# Cephalotes chacmul
Cephalotes chacmul é uma espécie de inseto do gênero Cephalotes, pertencente à família Formicidae.